# Meloe semicoriaceus
Meloe semicoriaceus là một loài bọ cánh cứng trong họ Meloidae. Loài này được Fairmaire miêu tả khoa học năm 1891.